# Обри (Тексас)
Обри (енгл. Aubrey) град је у америчкој савезној држави Тексас. По попису становништва из 2010. у њему је живело 2.595 становника.

## Демографија
Према попису становништва из 2010. у граду је живело 2.595 становника, што је 1.095 (73,0%) становника више него 2000. године.
| Група             | 2000.         | 2010.         |
| Белци             | 1.365 (91,0%) | 2.183 (84,1%) |
| Афроамериканци    | 7 (0,5%)      | 27 (1,0%)     |
| Азијати           | 7 (0,5%)      | 4 (0,2%)      |
| Хиспаноамериканци | 101 (6,7%)    | 308 (11,9%)   |
| Укупно            | 1.500         | 2.595         |